# Rosenhaven Tølløse
Rosenhaven Tølløse er en tidligere institutionsbygning beliggende på Tølløsevej 46 i Tølløse i Holbæk Kommune. Ejendommen blev opført som alderdomshjem i slutningen af 1920’erne og har siden gennemgået flere udvidelser og ombygninger. Siden 2018 har bygningen været i privat eje og fungerer i dag som boligbebyggelse under navnet Rosenhaven Tølløse.

## Historie
Ejendommen blev opført som alderdomshjem i 1927–1928 efter længere tids debat i lokalsamfundet. Allerede i midten af 1920’erne blev der fremsat forslag om at etablere et hjem for ældre i Tølløse. Idéen mødte modstand, især fra beboere i de omkringliggende landdistrikter, som betragtede projektet som unødvendigt og økonomisk uansvarligt. Da sagen blev behandlet i sognerådet, blev der afleveret over 600 underskrifter imod projektet. Alligevel blev beslutningen truffet med otte stemmer for og fem imod.
En af de afgørende stemmer kom fra Michael Jensen, Carlsberg-depotbestyrer i Tølløse, som – trods valg i landdistrikterne – stemte for byggeriet. Det førte til boykot i lokalområdet, hvor flere i protest begyndte at købe Tuborg i stedet for Carlsberg.
Ejendommen blev tegnet af arkitekt Hallerslev fra Haslev og stod færdig i 1928 med facade mod Tølløsevej. Byggeriet kostede 106.000 kr., hvilket svarer til ca. 4.361.447 kr. i 2024, baseret på en gennemsnitlig årlig inflation på 3,9 % ifølge forbrugerprisindekset fra Danmarks Statistik.
Alderdomshjemmet kunne rumme op til 31 beboere. I starten deltog beboerne i praktiske gøremål i det daglige. 
I de senere år, før nedlæggelsen, fungerede hovedbygningen desuden som kontor for hjemmeplejen og Børns Vilkårs BørneTelefonen.

## Udvidelser og renoveringer
Ejendommen blev udvidet i 1962 med en fløj mod vest, hvor 12 beboere fik egne badeværelser. I 1981 blev hovedbygningen renoveret, og i 1985–1986 blev der opført en fløj mod nord samt indrettet dagcenter i hovedbygningen. Disse renoveringer kostede samlet ca. 12 mio. kr.

## Nedlæggelse og ny anvendelse
Som følge af ændringer i ældreplejens struktur opførte Holbæk Kommune i 2015–2017 plejecentret Tysingehave. Herefter blev alderdomshjemmet i Tølløse taget ud af drift og solgt i offentligt udbud.
I 2018 blev ejendommen overtaget af ejendomsselskabet CRC Ejendomme I/S, stiftet af Casper, Rasmus, Christian og Claus Jørgensen med det formål at totalrenovere og udvikle ejendommen. Ejendommen blev omdannet til lejeboliger.

## Rosenhaven Tølløse
Ved omdannelsen til boliger fik ejendommen navnet Rosenhaven Tølløse. Formålet var at bevare bygningens oprindelige arkitektoniske udtryk, samtidig med at der blev skabt moderne boliger. Projektet omfattede 26 lejligheder og to kontorer, samt opførsel af carporte og depotrum i stil med den oprindelige bebyggelse.
Som led i renoveringen blev en tidligere elevatortilbygning fjernet, elevatoren flyttet til bygningens midte, hoveddøren tilbageført til sit oprindelige udseende og vinduernes stil tilbageført til det originale. Det samlede bygningsareal udgør ca. 4.000 m².
Ombygningen blev forestået af Saabye Arkitekter ApS.